# جانين أنتوني
جانين أنتوني (بالإنجليزية: Janine Antoni)‏ هي فنانة أمريكية، ولدت في 19 يناير 1964 في فريبورت في باهاماس.